# Гримайло, Василий Иванович
Василий Иванович Гримайло (род. 7 февраля 1950) — советский борец классического стиля, чемпион (1975) и бронзовый призёр (1974) чемпионатов СССР, мастер спорта СССР международного класса (1975).

## Биография
Увлёкся борьбой в 1969 году. В 1970 году выполнил норматив мастера спорта СССР. Участвовал в трёх чемпионатах СССР. Был неоднократным победителем и призёром международных турниров.

## Спортивные результаты
- Чемпионат СССР по классической борьбе 1974 года — ;
- Классическая борьба на летней Спартакиаде народов СССР 1975 года — ;